# Ориентальная кошка
Ориента́л (дословно — восточный) — порода кошек, официально признанная в 1977 году в США. Отличительные признаки — длинное стройное тело, утончённый костяк и крепкая мускулатура, клиновидная голова, очень большие уши, тонкий длинный хвост, игривость, разговорчивость, дружелюбный характер, привязанность к человеку.
Принадлежит к сиамо-ориентальной породной группе.

## История породы
В конце XIX столетия предшественники современных ориентальных кошек, наряду с сиамскими кошками, были импортированы из Таиланда в Англию. Британская энциклопедия (11-е издание, 1903 год) упоминает о полностью окрашенных сиамских кошках.
До 1923 года продолжались споры по поводу животных с однотонным окрасом и их выставочной карьерой, пока Британский клуб сиамских кошек (Siamese Cat Club of Britain) не постановил: «Клуб очень сожалеет, но не находит возможным поощрять разведение иных разновидностей породы, кроме голубоглазых гималайского окраса». С этого времени зеленоглазые кошки однотонного окраса были окончательно исключены из класса сиамских и, соответственно, прекратилась работа по созданию породы.
В 1956 году Mrs. Elsie Quinn (питомник Quinn, Калифорния) импортировала из Англии кошку Havana Brown Roofspringer Mahogany Quinn, которая является прародительницей этой породы в Америке. В 1958 году был принят предварительный стандарт, 11 июля 1964 года порода Havana Brown получила чемпионский статус в CFA.
Американские заводчики восточную кошку шоколадного окраса зарегистрировали как самостоятельную породу Havana Brown, тем самым сохранив первоначальный тип и уникальность этой кошки. В Америке «Havana Brown» это не просто окрас, но и отличительный породный тип, который был утерян в Европе из-за совместного разведения с сиамскими кошками и постоянного совершенствования.
Американские заводчики начали кампанию за признание иных окрасов однотонных кошек сиамского типа, и добились полного признания в 1977 году. Взяв за основу стандарт сиамской кошки, они внесли в него незначительные, но очень дальновидные изменения (слово «средний» в описании головы и корпуса заменили на «длинный») и одновременно разработали программу работы с окрасами.
В 1995 году в ориентальной породе были признаны двухцветные окрасы, т. н. би-колоры. Заводчики, по аналогии с Яванезами и Балинезами, ввели в породу ген длинношёрстности (Longhair). Длинношёрстные ориенталы получили чемпионский статус CFA в 1997 году.

## Общее впечатление
Стройная, гибкая кошка, с длинными утонченными линиями, очень изящная и вместе с тем сильная, с хорошо развитой мускулатурой в отличной физической кондиции. Не рыхлая и не костлявая. Без признаков ожирения. Глаза блестящие. Представители длинношёрстной дивизии создают впечатление кошек с более мягкими линиями и менее экстремальным типом, чем представители короткошёрстной дивизии.

## Внешность

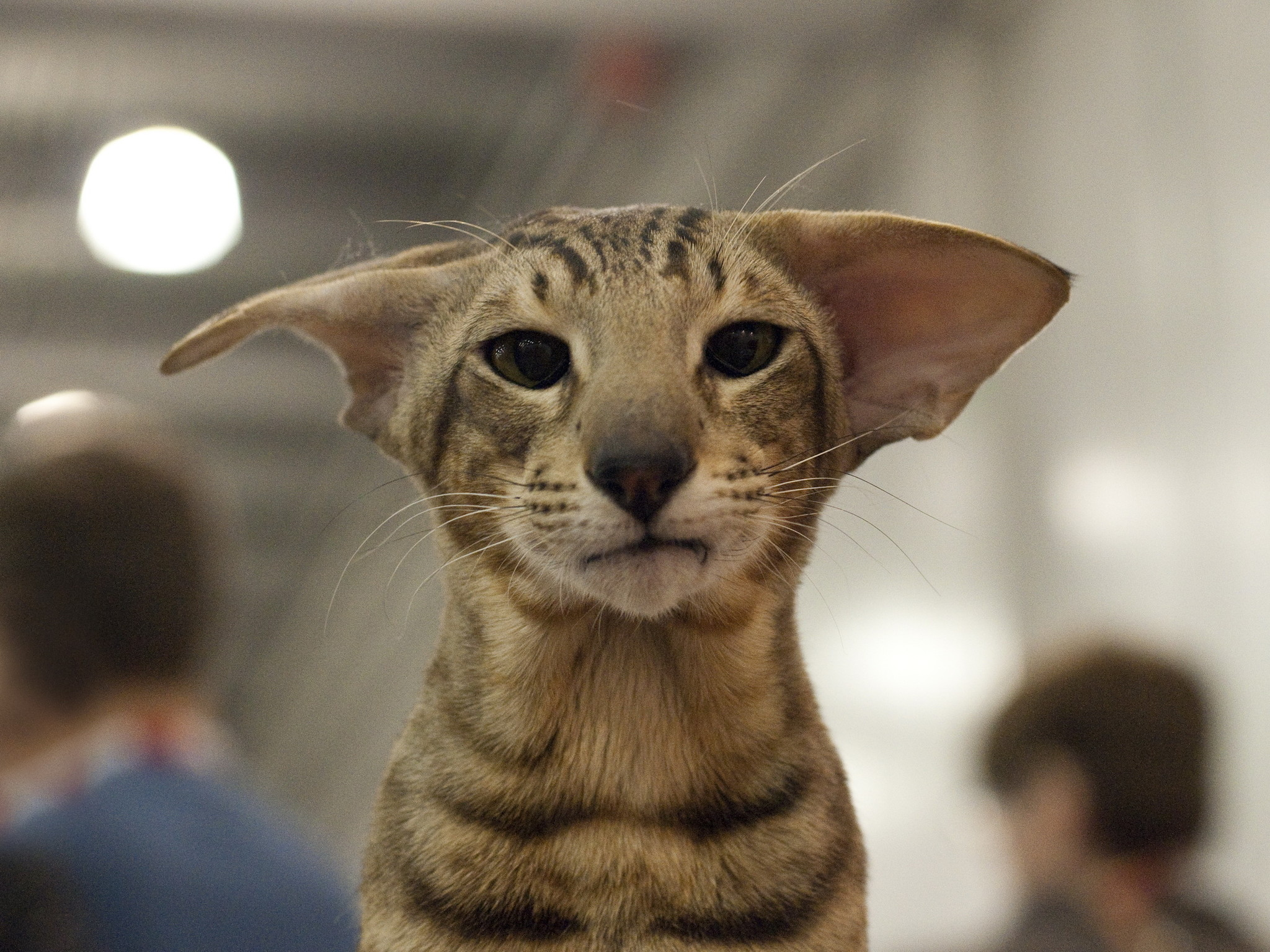
Ориентальная кошка, экстремальный тип

Голова являет собой длинный сужающийся клин. Клин начинается от носа и прямыми линиями расходится к основаниям ушей, формирующих треугольник без прерывания в подусниках. Расстояние между глазами не меньше ширины глаза. Если вибриссы (и шерсть на лице в длинношёрстной дивизии) пригладить назад, становится видна костная структура головы. Череп плоский. В профиль длинная ровная линия просматривается от темени до кончика носа. Без выпуклости в области глаз. Без понижения линии носа.
Нос длинный и ровный, продолжает линию лба без излома. Мордочка острая, клиновидная.
Подбородок и челюсти среднего размера. Кончик подбородка образует прямую вертикальную линию с кончиком носа. Не скошенный и не излишне массивный.
Уши выразительно большие, широкие в основании, закруглённые, продолжают линию клина головы.
Глаза миндалевидной формы, среднего размера, косо поставлены и наклонены к носу в гармонии с линиями клина и ушей. Не на выкате, но и не впалые. Без косоглазия.
Тело длинное и стройное. Характерное сочетание утонченного костяка и крепкой мускулатуры. Плечи и бёдра продолжают ровные линии тубообразного тела. Бёдра не могут быть шире, чем плечи. Живот подтянутый. Коты могут быть крупнее кошек.
Шея длинная и стройная.
Ноги длинные и стройные. Задние ноги выше передних, в хорошей пропорции к телу.
Лапы изящные, маленькие, овальной формы.
Хвост длинный, тонкий в основании, сужающийся к заостренному кончику. В длинношёрстной дивизии шерсть на хвосте длинная, остевая, струящаяся.
Шерсть, в короткошёрстной дивизии, короткая, тонкая, блестящая, атласная, плотно прилегающая к телу. Шерсть, в длинношёрстной дивизии, средней длины, тонкая, шелковистая, без мягкого пухового подшерстка, плотно прилегает к телу и выглядит короче, чем есть на самом деле. Наиболее длинная шерсть — на хвосте.

## Характер
Ориенталы дружелюбны, любят путешествовать с хозяином и участвовать во всех его делах, привязаны к человеку, не выносят одиночества. Общительны, выражают свои эмоции поведением и голосом — от тихого мурлыкания до громкого мяукания. Обладают игривым нравом, сохраняют любовь к играм до старости, умеют обращать на себя внимание, могут приносить мячик, любят бегать и веселиться. В целом поведение и характер достаточно схожи с поведением и характером собаки.

## Заблуждения о породе
Громкий неприятный голос — его наличие зависит от характера конкретного представителя породы. Все ориенталы более разговорчивы, чем представители иных пород.
Некрасивая внешность - большинство  людей считают внешность  в особенности  морду данной породы  некрасивой, что конечно зависит  от конкретной кошки и в целом  являются  мифом.

## Окрасы
Окрасы ориенталов разнообразны по расцветке и по рисунку. Окрасы разделяются на окрасные группы solid (сплошной), shaded (затененный), smoke (дымчатый), parti-color (черепаховый), bi-color (би-колор) и tabby (табби).

### Расцветка
Эбони (чёрный). Шерсть повсюду на теле от кончика до корня волосков чёрная. Кончик носа и подушечки лап чёрные. Глаза зелёные.
Гавана (шоколадный). Шерсть насыщенного тёплого каштаново-коричневого тона с равномерным окрасом волос от кончика до корня. Зеркало носа коричневое, подушечки лап розово-коричневые. Глаза зеленые.
Лиловый (лавандовый). Окрас, трудно поддающийся словесному описанию. Шерсть тёплого розовато-серого цвета с налётом седины или «инея», без голубизны. Зеркало носа и подушечки лап бледно-лилового цвета (цвета лаванды). Глаза зелёные.
Голубой (серый). Шерсть голубого (серый с оттенком голубого) цвета, светлая или средней насыщенности, равномерно окрашенная от корня до кончика. Предпочтение отдаётся более светлым оттенкам голубого. Зеркало носа и подушечки лап голубые. Глаза зелёные.
Циннамон (коричневый). Светло-коричневый цвет шерсти. Зеркало носа и подушечки лап светло-коричневого цвета, почти розовые. Глаза зеленые.
Фавн (бежевый). Светло-серый цвет шерсти с бежевым или розовым оттенком. Зеркало носа и подушечки лап розового цвета. Глаза зеленые.
Красный (рыжий). Цвет шерсти тёплый красный, без других оттенков или рисунков. Зеркало носа и подушечки лап розовые. Глаза зеленые.
Кремовый (светло-рыжий). Цвет шерсти пастельный. Тёмные тона в окрасе нежелательны. Зеркало носа и подушечки лап розовые. Глаза зеленые.

### Варианты рисунков
Solid (сплошной). Шерсть должна быть равномерно прокрашена от основания до кончиков волос, от зеркальца носа и до окончания хвоста.
Shaded (затемненный). Pатененные окрасы имеют белый подшерсток с накидкой черного типпинга. Более темный окрас на спине плавно переходит в более светлый на боках, лице и хвосте и становится совсем белым на подбородке, груди, животе и на нижней стороне хвоста.
Smoke (дымчатый). Вариация окраса, когда при основном или черепаховом окрасе нижняя часть волосков остаётся непрокрашенной, белой. В покое животное кажется основного цвета. В движении явно виден белый подшерсток. Конечности прокрашены основным цветом с узкой белой полоской у основания шерстинок, которую можно увидеть, только раздвинув шерсть. Кончик носа и подушечки лап соответствуют основному тону.
Parti-Color (черепаховый). Основной окрас с заплатами красного цвета или равномерно перемешанные основной и красный окрасы на теле и конечностях. Приемлемо присутствие нескольких оттенков красного. Предпочтение отдаётся равномерному распределению пятен в окрасе.
Bi-Color (би-колор). Окрас соответствуют описанию для основного окраса с дополнением белых лап, ног, живота, груди, мордочки и пятна на лице в виде перевернутой буквы «V». Смокинг может появляться но очень редко. Глаза зеленые, голубые, разноокрашенные.
Tabby (табби). Окрас с каким-либо рисунком. Различают мраморный, пятнистый, тигровый, тикированный. На любой из гладких окрасов может быть наложен рисунок. Для всех табби окрасов характерны определённые одинаковые элементы — рисунок в форме буквы М на лбу, непрерывные тонкие линии, идущие от наружного угла глаза к затылку, на щеках 2-3 завитка, на шее и верхней части груди несколько замкнутых колец и два ряда крупных точек, идущих от груди по животу. Конечности и хвост равномерно покрыты кольцами. Зеркальце носа и глаза подведены ободком.
Мраморный. Тонкие линии проходят с верха головы к плечам, где образуют рисунок в форме бабочки. Три сплошные параллельные линии проходят вдоль всей спины от узора на плечах до основания хвоста. Крупные пятна на каждом боку окружены одним или несколькими плотными кругами — эти элементы рисунка должны быть симметричными. Все элементы рисунка насыщенного, густого цвета и чётко выражены.
Пятнистый. Элементы рисунка разбиты на пятна, желательно многочисленные по количеству, а по форме — круглыми, овальными или в виде розетки. Полоса на спине также разбита на пятна.
Тигровый (полосатый). Узкая сплошная линия проходит по спине от затылка до основания хвоста. Остальная часть тела исчерчена непрерывными тонкими линиями, сбегающими по бокам вниз от позвоночника.
Тикированный. Каждый волосок шерсти, по всей длине, окрашен чередующимися тёмными и светлыми кольцами основного и контрастирующего цвета (чем их больше, тем лучше). На теле, если смотреть на него сверху, не видно каких-либо пятен, полос или разводов, за исключением более тёмного оттенка шерсти на спине.
Серебристый табби Вариация окраса, когда при основном или черепаховом табби окрасе основной фон более светлого серебристого оттенка. Рисунок желателен более контрастный. Глаза и кончик носа окаймлены. Зеркало носа и подушечки лап соответствуют основному окрасу.

### Особыйокрас
Белый — шерсть абсолютно белая без желтизны.
Разделяют 3 типа ориенталов белого окраса:
1. Белый окрас с зелеными глазами — это кот ориентальной породы со сплошным белым окрасом.
2. Белый окрас с голубыми глазами — это кот ориентальной породы или кот сиамской породы, в зависимости от стандартов фелинологической организации.
3. Белый окрас, глаза разного цвета, один зеленый, второй голубой — это кот ориентальной породы.

Голубой цвет глаз у белых кошек может появиться под воздействием аллеля W (White dominant). Котенок может родиться с небольшим пятном («шапочкой») на голове либо без него. Если белая голубоглазая кошка в детстве не имела «шапочки», то сделать выводы о генетической принадлежности её к сиамской породе можно только путём скрещивания с сиамскими котами.
При белом окрасе, до 1 года на голове может быть цветное пятно, которое потом исчезает. Кончик носа и подушечки лап розовые. Глаза голубые (форинвайт), зелёные или разного цвета (один голубой, другой — зелёный).